# Typhlodromina musero
Typhlodromina musero är en spindeldjursart som först beskrevs av Schicha 1987.  Typhlodromina musero ingår i släktet Typhlodromina och familjen Phytoseiidae. Inga underarter finns listade i Catalogue of Life.